# Потери самолётов США над Северным Вьетнамом (май—июнь 1967)
В данном списке перечислены американские самолёты, потерянные при выполнении боевых заданий над Северным Вьетнамом в ходе Вьетнамской войны в период с мая по июнь 1967 года. Приведены только потери, удовлетворяющие следующим условиям:
- потеря является безвозвратной, то есть самолёт уничтожен или списан из-за полученных повреждений;
- потеря понесена по боевым или небоевым причинам в регионе Юго-Восточной Азии (включая Северный Вьетнам, Южный Вьетнам, Лаос, Камбоджу, Таиланд, Японию, Китай) и связана с боевыми операциями против Северного Вьетнама (Демократической Республики Вьетнам);
- потерянный самолёт состоял на вооружении Военно-воздушных сил, Военно-морских сил, Корпуса морской пехоты или Армии Соединённых Штатов Америки;
- потеря произошла в период между 1 мая и 30 июня 1967 года.

Список составлен на основе открытых источников. Приведённая в нём информация может быть неполной или неточной, а также может не соответствовать официальным данным министерств обороны США и СРВ. Тем не менее, в нём перечислены почти все самолёты, члены экипажей которых погибли или попали в плен. Неполнота связана в основном с теми самолётами, члены экипажей которых были эвакуированы поисково-спасательными службами США, а также с самолётами, потерянными вне пределов Северного Вьетнама (в этом случае не всегда возможно определить, была ли потеря связана с операциями именно против этой страны).
Список не затрагивает потери американской авиации, понесённые в операциях против целей на территории Южного Вьетнама, Лаоса и Камбоджи. Список составлялся без использования данных монографии Кристофера Хобсона «Vietnam Air Losses».

## Краткая характеристика периода
В мае—июне 1967 года американская авиация продолжала бомбардировки Северного Вьетнама в рамках операции Rolling Thunder. В течение мая активность северовьетнамских ВВС была наивысшей с начала войны, практически ежедневно происходило несколько воздушных боёв. В июне авиация США сократила количество вылетов, что привело к снижению интенсивности боевых действий. В этот период бомбардировкам подвергались уже многие цели, ранее входившие в «запретный список» американской администрации.

## Потери

### Май
- 3 (2?) мая 1967 — F-105D «Тандерчиф» (сер. номер 62-4405, 333-я тактическая истребительная эскадрилья ВВС США). Сбит зенитным огнём в районе Сон-Ла. Пилот спасён.
- 4 мая 1967 — A-4C «Скайхок» (номер 148514, 113-я штурмовая эскадрилья ВМС США). Сбит зенитным огнём в районе Тханьхоа. Пилот катапультировался и погиб при невыясненных обстоятельствах.
- 5 мая 1967 — F-105D «Тандерчиф» (сер. номер 62-4401, 469-я тактическая истребительная эскадрилья ВВС США). Сбит зенитным огнём в районе Хоалак. Пилот попал в плен.
- 5 мая 1967 — F-105D «Тандерчиф» (сер. номер 62-4352, 469-я тактическая истребительная эскадрилья ВВС США). Сбит ЗРК в районе Хоалак. Пилот попал в плен.
- 5 мая 1967 — F-105D «Тандерчиф» (сер. номер 61-0198, 357-я тактическая истребительная эскадрилья ВВС США). Сбит зенитным огнём. Пилот попал в плен.
- 6 мая 1967 — A-4E «Скайхок» (номер 151082, 93-я штурмовая эскадрилья ВМС США). Сбит зенитным огнём. Пилот попал в плен.
- 8 мая 1967 — F-105D «Тандерчиф» (сер. номер 61-0105, 333-я тактическая истребительная эскадрилья ВВС США). Сбит зенитным огнём над провинцией Хатинь. Пилот попал в плен.
- 10 мая 1967 — A-4C «Скайхок» (номер 149509, 94-я штурмовая эскадрилья ВМС США). Сбит в районе Киен-Ан предположительно ЗРК. Пилот погиб.
- 12 мая 1967 — F-4C «Фантом» II (сер. номер 63-7614, ВВС США). Повреждён зенитным огнём и добит истребителем МиГ-17 в районе Хоалак. Один из членов экипажа попал в плен, другой погиб при невыясненных обстоятельствах после катапультирования.
- 12 мая 1967 — F-105F «Уайлд Уизл» II (сер. номер 63-8269, 13-я тактическая истребительная эскадрилья ВВС США). Сбит над провинцией Куангбинь зенитным огнём или ЗРК по американским данным, истребителем МиГ-21 по вьетнамским. Оба члена экипажа погибли.
- 12 мая 1967 — F-105D «Тандерчиф» (сер. номер 59-1728, 357-я тактическая истребительная эскадрилья ВВС США). Сбит зенитным огнём. Пилот погиб.
- 14 мая 1967 — F-105D «Тандерчиф» (сер. номер 60-0421, 13-я тактическая истребительная эскадрилья ВВС США). Сбит ЗРК. Пилот спасён.
- 14 мая 1967 — F-4B «Фантом» II (номер 153001, 114-я истребительная эскадрилья ВМС США). Сбит в районе Тханьхоа. Оба члена экипажа попали в плен.
- 15 мая 1967 — F-105F «Уайлд Уизл» II (сер. номер 62-4429, ВВС США). Сбит зенитным огнём в ночном вылете. Оба члена экипажа попали в плен.
- 17 мая 1967 — F-8E «Крусейдер» (номер 149138, ВМС США). Информация о причине потери отсутствует. Пилот попал в плен, где умер.
- 18 мая 1967 — A-4C «Скайхок» (номер 147816, 76-я штурмовая эскадрилья ВМС США). Сбит зенитным огнём севернее Винь. Пилот попал в плен, где умер.
- 18 мая 1967 — A-4C «Скайхок» (номер 147842, 113-я штурмовая эскадрилья ВМС США). Сбит зенитным огнём севернее Тханьхоа. Пилот попал в плен.
- 19 мая 1967 — F-8E «Крусейдер» (номер 150930, 211-я истребительная эскадрилья ВМС США). Потерян в районе Ханоя. Пилот попал в плен.
- 19 мая 1967 — F-8C «Крусейдер» (номер 147021, 24-я истребительная эскадрилья ВМС США). Сбит юго-западнее Ханоя. Пилот попал в плен.
- 19 мая 1967 — F-4B «Фантом» II (номер 152264, 96-я истребительная эскадрилья ВМС США). Сбит ЗРК юго-западнее Ханоя. Один из членов экипажа попал в плен, другой погиб.
- 19 мая 1967 — F-4B «Фантом» II (номер 153004, 114-я истребительная эскадрилья ВМС США). Сбит ЗРК южнее Ханоя. Оба члена экипажа попали в плен.
- 19 мая 1967 — A-6A «Интрудер» (номер 152594, 35-я штурмовая эскадрилья ВМС США). Сбит ЗРК. Один из членов экипажа попал в плен, другой погиб при взятии в плен.
- 19 мая 1967 — RA-5C «Виджилент» (номер 150826, 13-я тяжёлая разведывательная эскадрилья ВМС США). Сбит в районе Ханоя. Оба члена экипажа попали в плен, где умерли.
- 20 мая 1967 — F-4C «Фантом» II (сер. номер 63-7669, 433-я тактическая истребительная эскадрилья ВВС США). Сбит над аэродромом Кеп, по американским данным — истребителем МиГ-17. Оба члена экипажа попали в плен.
- 20 мая 1967 — RF-101C «Вуду» (сер. номер 56-0120, 20-я тактическая разведывательная эскадрилья ВВС США). Сбит зенитным огнём в районе Ханоя. Пилот погиб.
- 20 мая 1967 — A-4C «Скайхок» (номер 149652, 212-я штурмовая эскадрилья ВМС США). Сбит зенитным огнём севернее Хайфона. Пилот попал в плен, где умер.
- 21 мая 1967 — F-4B «Фантом» II (номер 153040, 114-я истребительная эскадрилья ВМС США). Подбит зенитным огнём в районе Ханоя, упал на территории Лаоса. Оба члена экипажа спасены.
- 22 мая 1967 — F-4C «Фантом» II (сер. номер 64-0708, 497-я тактическая истребительная эскадрилья ВВС США). Сбит в районе Намдинь зенитным огнём или ЗРК по американским данным, истребителем МиГ-21 по вьетнамским. Оба члена экипажа погибли.
- 22 мая 1967 — F-4C «Фантом» II (сер. номер 63-7692, 497-я тактическая истребительная эскадрилья ВВС США). Сбит зенитным огнём. Один из членов экипажа попал в плен, другой спасён.
- 22 мая 1967 — O-1E «Бёрд Дог» (ВВС США?). Сбит огнём с земли над провинцией Куанг-Бинь. Один из членов экипажа погиб, другой, очевидно, спасён.
- 24 мая 1967 — A-4E «Скайхок» (номер 151076, 93-я штурмовая эскадрилья ВМС США). Сбит зенитным огнём в районе Тханьхоа. Пилот спасён.
- 25 мая 1967 — A-1H «Скайрейдер» (номер 135366, 215-я штурмовая эскадрилья ВМС США). Потерян после атаки морской цели, предположительно сбит зенитным огнём. Пилот погиб.
- 26 мая 1967 — A-4E «Скайхок» (номер 152022, 93-я штурмовая эскадрилья ВМС США). Сбит зенитным огнём или ЗРК в районе Кеп. Пилот попал в плен.
- 27 мая 1967 — F-105D «Тандерчиф» (сер. номер 59-1723, 333-я тактическая истребительная эскадрилья ВВС США). Сбит ЗРК над провинцией Ха-Бак. Пилот погиб.
- 30 мая 1967 — A-4E «Скайхок» (номер 151049, 93-я штурмовая эскадрилья ВМС США). Сбит ЗРК. Пилот попал в плен.
- 30 мая 1967 — F-4C «Фантом» II (ВВС США). Сбит зенитным огнём, упал в Тонкинский залив. Оба члена экипажа спасены.[источник не указан 4375 дней]
- 30 мая 1967 — A-4E «Скайхок» (номер 151113, 212-я штурмовая эскадрилья ВМС США). Сбит зенитным огнём в районе Кеп. Пилот попал в плен.

### Июнь
- 2 июня 1967 — F-105D «Тандерчиф» (сер. номер 61-0190, 34-я тактическая истребительная эскадрилья ВВС США). Сбит зенитным огнём в районе Кеп. Пилот попал в плен.
- 2 июня 1967 — F-4C «Фантом» II (ВВС США). Сбит зенитным огнём над провинцией Куанг-Бинь. Оба члена экипажа погибли.
- 4 июня 1967 — F-105D «Тандерчиф» (сер. номер 61-0148, 34-я тактическая истребительная эскадрилья ВВС США). Подбит зенитным огнём южнее Донгхой, упал в Тонкинский залив. Пилот спасён.
- 5 июня 1967 — RF-8G «Крусейдер» (63-я эскадрилья фоторазведки ВМС США). Сбит зенитным огнём северо-западнее Тханьхоа. Пилот попал в плен.
- 6 июня 1967 — F-8E «Крусейдер» (211-я истребительная эскадрилья ВМС США). Сбит огнём с земли. Пилот спасён.
- 8 июня 1967 — F-4C «Фантом» II (сер. номер 63-7425, 389-я тактическая истребительная эскадрилья ВВС США). Сбит в ночном вылете. Оба члена экипажа погибли.
- 10 июня 1967 — F-8E «Крусейдер» (211-я истребительная эскадрилья ВМС США). Сбит огнём с земли юго-западнее Ханоя. Пилот попал в плен.
- 10 июня 1967 — A-4C «Скайхок» (номер 145145, 56-я штурмовая эскадрилья ВМС США). Сбит предположительно ЗРК. Пилот погиб.
- 11 июня 1967 — F-4C «Фантом» II (390-я тактическая истребительная эскадрилья ВВС США). Сбит, подробная информация о потере отсутствует. Оба члена экипажа попали в плен.
- 12 июня 1967 — F-4C «Фантом» II (сер. номер 63-7673, 555-я тактическая истребительная эскадрилья ВВС США). Сбит зенитным огнём, упал в Тонкинский залив. Оба члена экипажа спасены.
- 14 июня 1967 — F-4C «Фантом» II (390-я тактическая истребительная эскадрилья ВВС США). Сбит зенитным огнём в районе Кеп. Оба члена экипажа попали в плен.
- 15 июня 1967 — F-105D «Тандерчиф» (сер. номер 61-0213, 34-я тактическая истребительная эскадрилья ВВС США). Подбит зенитным огнём в районе Донгхой, упал в Тонкинский залив. Пилот погиб.
- 16 июня 1967 — F-105D «Тандерчиф» (сер. номер 60-0485, ВВС США). Подбит зенитным огнём юго-восточнее Винь, упал на территории Таиланда. Пилот спасён.
- 19 июня 1967 — F-4B «Фантом» II (номер 150439, 142-я истребительная эскадрилья ВМС США). Сбит зенитным огнём. Оба члена экипажа спасены.
- 21 июня 1967 — RF-101C «Вуду» (сер. номер 56-0085, 20-я тактическая разведывательная эскадрилья ВВС США). Сбит ЗРК. Пилот попал в плен.
- 22 июня 1967 — A-4E «Скайхок» (номер 151106, 93-я штурмовая эскадрилья ВМС США). Сбит зенитным огнём. Пилот попал в плен.
- 28 июня 1967 — F-4B «Фантом» II (номер 152242, 143-я истребительная эскадрилья ВМС США). Сбит в районе Намдинь. Оба члена экипажа попали в плен.
- 30 июня 1967 — A-4C «Скайхок» (номер 148466, 15-я штурмовая эскадрилья ВМС США). Пропал в районе Винь, предположительно сбит зенитным огнём. Пилот погиб.
- 30 июня 1967 — A-4C «Скайхок» (номер 147712, 146-я штурмовая эскадрилья ВМС США). Сбит зенитным огнём севернее Тханьхоа. Пилот попал в плен.
- 30 июня 1967 — F-105D «Тандерчиф» (сер. номер 62-4316, ВВС США). Подбит зенитным огнём в районе Тэйнгуен и упал на территории Северного Вьетнама. Пилот спасён.

## Общая статистика
По состоянию на 21 марта 2025 года в списке перечислены следующие потери:
| Самолёты            | #  |
| A-1                 | 1  |
| A-4                 | 14 |
| A-6                 | 1  |
| F-4                 | 16 |
| F-8                 | 6  |
| F-105               | 15 |
| O-1                 | 1  |
| RA-5C               | 1  |
| RF-101C             | 2  |
| Итого: 57 самолётов |    |

Эти данные не являются полными и могут меняться по мере дополнения списка.